# La Pléiade
La Pléiade ili Plejada je bilo ime grupe francuskih pjesnika XVI. stoljeća, koje je okupljao predvodnik Pierre de Ronsard.
Nazvali su se po grupi od sedam helenističkih pjesnika iz Aleksandrije iz III. stoljeća pr. Kr., a koji su ime preuzeli iz grčke mitologije.
Pored Ronsarda, pjesnici La Pléiadea su bili: Joachim du Bellay, Pontus de Tyard, Jacques Peletier du Mans, Rémy Belleau, Jean Dorat, Jean-Antoine de Baïf, Étienne Jodelle i Jean de la Péruse. Točan sastav ove grupe nikad nije bio definiran. U svim kombinacijama se spominju samo Ronsard, du Bellay i de Baïf.
Svoj manifest ovi pjesnici su objavili 1549. pod imenom „Obrana i ilustracija francuskog jezika“ (Deffence et illustration de la langue françoyse). Koristili su uglavnom poetske forme aleksandrijaca, oda, himni i soneta.
Članovi ovog društva pjesnika su cijenili klasične uzore, kao i ljepotu francuskog jezika. Na zahtjev kralja Franje I., pjesnici La Pléiadea su se posvetili širenju i standardizaciji francuskog jezika.